# Tomáš Košút
Tomáš Košút, né le 13 janvier 1990 à Piešťany, est un footballeur slovaque. Il évolue au poste de défenseur central avec le club d'Arka Gdynia.

## Biographie
Tomáš Košút participe aux éliminatoires du championnat d'Europe espoirs de 2010 à 2012.
Avec le club du FC Slovácko, il joue plus de 150 matchs en première division tchèque. 